# معصومه پرندوار
معصومه پرندوار فرماندار شهرستان هامون در استان سیستان و بلوچستان است. وی که کارشناس ارشد برنامه‌ریزی شهری است، ۱۴ سال کارمند استانداری سیستان و بلوچستان و خراسان شمالی بوده است
معصومه پرندوار متولد ۱۳۵۷ با ۱۴ سال سابقه خدمت در استانداری‌های سیستان و بلوچستان و خراسان شمالی دانش‌آموخته رشته جغرافیا در مقطع کارشناسی  شده‌اند و بعد از  سال هم‌اکنون کارشناس استانداری تهران است